# 赵稷华
赵稷华（1935年—），男，籍贯浙江杭州，生于北京，中华人民共和国政治人物、外交官。

## 生平
赵稷华毕业于北京外国语学院，随后进入中华人民共和国外交部工作，长期在外交部办公厅翻译科（后为外交部翻译室）供职，60年代曾短暂外派驻巴基斯坦大使馆。1971年，调入外交部西欧美澳司美国组，负责对美工作。1972年末，西欧美澳司重新分为西欧司和美洲大洋洲司，赵稷华划归美大司美国处。1974年，升任美国处副处长。1980年代初，调入中国国际问题研究所，负责美国问题研究。1985年，任外交部香港澳门事务办公室副主任。1988年，任中国常驻联合国代表团公使衔参赞，后升任公使。1991年，任外交部香港澳门事务办公室主任。1994年11月，出任中英联合联络小组中方首席代表。1997年7月，改任外交部驻香港特派员公署副特派员。1999年10月，离任回京。

## 家庭
夫人罗旭是中国资深翻译家。